# Gloria! (2024)
Gloria! is een Italiaans-Zwitserse historische dramafilm uit 2024, geregisseerd en mede geschreven door Margherita Vicario en haar speelfilmdebuut als regisseur en scenarioschrijver.

## Verhaal
Het is eind 18e eeuw in Venetië en in het Sant Ignazio College, een vervallen oude muziekschool voor meisjes verblijft een stille, eenzame meid die de meest eenvoudige klusjes moet doen. Niemand weet dat haar naam Teresa is en niemand weet dat ze over een buitengewoon talent beschikt dat haar in staat stelt de harmonie van het universum aan te voelen en de werkelijkheid via muziek opnieuw vorm te geven. Teresa ontdekt per toeval in een opslagruimte een gloednieuwe uitvinding, een pianoforte. Rond Teresa en haar revolutionaire "muziekmachine" verzamelt zich een kwartet jonge vrouwen, de beste en meest dynamische muzikanten van Sant Ignazio. Ze creëren een nieuw soort muziek die helder en krachtig is en het eeuwenoude en rigide systeem uitdagen.

## Rolverdeling
| Acteur                  | Personage   |
| ----------------------- | ----------- |
| Galatéa Bellugi         | Teresa      |
| Carlotta Gamba          | Lucia       |
| Veronica Lucchesi       | Bettina     |
| Maria Vittoria Dallasta | Marietta    |
| Sara Mafodda            | Prudenza    |
| Paolo Rossi             | Perlina     |
| Elio                    | Romeo       |
| Vincenzo Crea           | Cristiano   |
| Natalino Balasso        | goeverneur  |
| Anita Kravos            | Donna Lidia |
| Jasmin Mattei           | Fidelia     |

## Release
Gloria! ging op 21 februari 2024 in première op het Internationaal filmfestival van Berlijn in de competitie voor de Gouden Beer.

## Prijzen en nominaties
De belangrijkste:
| Jaar | Prijs                                   | Categorie   | Genomineerde(n)    | Uitslag     |
| ---- | --------------------------------------- | ----------- | ------------------ | ----------- |
| 2024 | Internationaal filmfestival van Berlijn | Gouden Beer | Margherita Vicario | Genomineerd |